# Ziegelhütte (Kulmain)
Ziegelhütte ist ein Weiler im oberpfälzischen Landkreis Tirschenreuth.

## Geografie
Ziegelhütte liegt im Südwesten des Fichtelgebirges. Der Weiler ist ein Gemeindeteil der Gemeinde Kulmain und liegt zweieinhalb Kilometer östlich von deren Gemeindesitz.

## Geschichte
Das bayerische Urkataster zeigte Ziegelhütte in den 1810er Jahren als Einöde, die lediglich aus einer Herdstelle bestand. Seit dem bayerischen Gemeindeedikt von 1818 gehörte Ziegelhütte zur Ruralgemeinde Kulmain, deren Verwaltungssitz sich im Pfarrdorf Kulmain befand.
| Jahr          | 001824 | 001871 | 001885 | 001900 | 001925 | 001950 | 001961 | 001970 | 001987 |
| Einwohnerzahl | 7      | 8      | 24     | 99     | 20     | 20     | 29     | 37     | 19     |